# 马饲野康二
马饲野康二（日语：／ Makaino Kōji，1948年1月26日—），日本流行音乐作曲家、编曲家、音乐家，出生于愛知縣豐橋市。